# Helarchaeota
„Candidatus Helarchaeota“, oder einfach „Helarchaeota“ ist ein vorgeschlagenes Phylum innerhalb des Reichs der Asgard-Archaeen (Promethearchaeati). Der Vorschlag basiert auf Metagenomanalysen von Proben aus hydrothermalen Tiefseesedimenten im kohlenwasserstoffreichen Guaymas-Becken (27,6° N, 111,67° W), einer submarinen Vertiefung auf dem Meeresboden im zentralen Bereich vom Golf von Kalifornien (Mexiko).
Nach Zhang et al. (2025) und der GTDB bilden die Helarchaeen eine Ordnung Helarchaeales in der Klasse „Lokiarchaeia“ (= Promethearchaeia). 
| \| \|                                                     |
| Lage des Guaymas-Beckens im Golf von Kalifornien (Mexiko) |
|                                                           |

## Beschreibung
Das Genom der Helarchaeen kodiert Methyl-CoM-Reduktase-ähnliche Enzyme, die denen in Butan-oxidierenden Archaeen ähnlich sind, sowie mehrere Enzyme, die möglicherweise an der Alkyl-CoA-Oxidation und dem Wood-Ljungdahl-Weg beteiligt sind. Man vermutet, dass die Mitglieder der Helarchaeen in der Lage sind, hydrothermal erzeugte kurzkettige Kohlenwasserstoffe zu aktivieren und anschließend anaerob zu oxidieren.

## Systematik
Die Systematik der Helarchaeen ist mit Stand 11. Juni 2025 wie folgt:
„Candidatus Helarchaeota“ Seitz et al. 2019
bzw.
„Helarchaeales“ (GTDB)
- Familie f__HEL-GB-A (GTDB)
  - Gattung HEL-GB-A (GTDB)
    - Spezies Ca. Helarchaeota ASGARD archaeon Hel_GB_A (NCBI) [HEL-GB-A sp005191415 (GTDB)]

  - Gattung DATKTP01 (GTDB)
    - Pezies DATKTP01 sp035531115 (GTDB) [früher Ca. Deferrimicrobium sp. isolate SMAG_U14084 (NCBI)]
- Familie f__HEL-GB-B (GTDB)
  - Gattung HEL-GB-B (GTDB)
    - Spezies Ca. Helarchaeota ASGARD archaeon Hel_GB_B (NCBI) [HEL-GB-B sp005191425 (GTDB)]
- Familie f__JABXJV01 (GTDB)
  - Gattung JABXJV01 (GTDB)
    - Spezies JABXJV01 sp019058315 (GTDB) [Ca. Helarchaeota archaeon isolate LW55_61 (NCBI)]
- Familie f__JALGVI01 (GTDB)
  - Gattung JALGVI01 (GTDB)
  - Spezies JALGVI01 sp029838215 (GTDB) [Ca. Helarchaeota archaeon isolate Meg19_1012_Bin_504 (NCBI)]

## Etymologie
Der Begriff „Helarchaeota“ (bzw. „Helarchaeales“) leitet sich von der mythologischen Figur der Hel ab, in Analogie zu den zuvor gefundenen nahestehenden Archaeengruppe der Lokiarchaeen und weiteren. Diese Namen (sowie der des diese Gruppen umfassenden Superphylums Asgard) sind inspiriert von der Nordische Mythologie.